# لووویتس
لووویتس (به لاتین: Lwowiec) یک روستا در لهستان است که در گمینا سنپوپول واقع شده‌است. لووویتس ۲۲۰ نفر جمعیت دارد.